# Penantian (Banding Agung)
Penantian is een bestuurslaag in het regentschap Ogan Komering Ulu Selatan van de provincie Zuid-Sumatra, Indonesië. Penantian telt 660 inwoners (volkstelling 2010).